# Mei Lanfang
Pour le film de 2008, voir Mei Lanfang (film).
Mei Lanfang (en chinois traditionnel : 梅蘭芳 ; en chinois simplifié : 梅兰芳), né le 22 octobre 1894 et mort le 8 août 1961, est un chanteur chinois.
Il fut l'un des chanteurs de l'Opéra de Pékin les plus populaires dans l'histoire moderne, réputé pour ses rôles de qingyi. 

## Biographie
Il débuta au Théâtre Guanghe en 1904 à l'âge de dix ans. Après cinquante ans d'une carrière brillante, il concilia la maîtrise qu'il avait acquise et le travail sur des techniques nouvelles. Ses rôles les plus célèbres furent des rôles féminins. Son style raffiné, son sens de la perfection furent appelés dans les milieux de l'Opéra "l'École Mei". Il joua également un rôle important en poursuivant la tradition de Kunqû, en interprétant notamment Dù Lìniáng (杜丽娘, dans le Pavillon des pivoines), Bái Sùzhēn (白素贞, dans le Temple de Léifēng) et Xiang Yu. Avant d'être forcé au suicide, son amante Yu chante une dernière chanson très triste pour Xiang Yu (霸王別姬). Mei, en incarnant Yu, fit frémir d'émotion ses diverses audiences chinoises, ce qui le hissa au sommet de l'art vocal de la Chine moderne.
Peu après l'incident du Pont Marco Polo, prélude à l'occupation de Pékin par l'armée japonaise, Mei fut appelé par le commandant nippon pour chanter. Mais il refusa. Il cessa son activité de chanteur tout au long de la guerre, au point de manquer d'argent lorsque le conflit s'acheva en 1945. 
Mei fut le premier artiste à produire l'Opéra de Pékin dans les pays étrangers, participant à des échanges culturels avec le Japon et les États-Unis. Ses tournées dans le monde étaient célèbres. Il se lia d'amitié avec Charlie Chaplin et Sergueï Eisenstein, et fut accueilli à Hollywood par Douglas Fairbanks et Mary Pickford.
Mei Lanfang fut amené à préciser son jeu et à commenter la technique de l'Opéra de Pékin, dont la tradition menaçait de se perdre en raison des tumultes et des catastrophes qui frappèrent la Chine au cours du XXe siècle. Après 1949, il fut directeur du Théâtre et de l'Opéra Chinois de Pékin, directeur de l'Institut de recherche sur l'Opéra Chinois et vice-président de la Fédération de littérature et d'art de Chine. À côté d'une autobiographie intitulée "Quarante ans de vie sur scène", plusieurs essais et articles de lui furent recueillis dans des "Œuvres Complètes". Des enregistrements de ses prestations les plus célèbres ont été publiés. En 2000, l'histoire de sa vie fut filmée dans un documentaire intitulé "Le monde de Mei Lanfang". Chen Kaige a sorti sur Mei Lanfang un film en décembre 2008, que l'on espère voir sortir en France. Ce réalisateur avait déjà rendu indirectement hommage à Mei Lanfang en donnant le titre d'une des plus remarquables interprétations de Mei Lanfang à l'Opéra de Pékin, Adieu ma concubine, à un de ses plus célèbres films.